# Золотой орёл (кинопремия, 2025)
23-я церемония вручения наград премии «Золотой орёл» за заслуги в области российского кинематографа за 2024 год состоялась 31 января 2025 года в первом павильоне киноконцерна «Мосфильм». Номинанты были объявлены 23 декабря 2024 года.
Наибольшим количеством номинаций (14) были удостоены фильм «Воздух» режиссёра Алексея Германа-младшего и фильм «Любовь Советского Союза» режиссёров Никиты Высоцкого, Ильи Лебедева, Дмитрия Иосифова.

## Статистика
Количество наград/номинаций:
Кино:
- 6/14: «Воздух» / «Любовь Советского Союза»
- 2/5: «Смотри на меня!»
- 0/8: «Сто лет тому вперёд»
- 0/2: «Вечная зима»

Сериалы:
- 2/3: «Столыпин»
- 2/2: «Трасса»
- 1/2: «Я не могу без тебя»
- 1/2: «Противостояние»
- 0/3: «Адмирал Кузнецов»
- 0/3: «Золотое дно»

## Список лауреатов и номинантов
★ Победители выделены отдельным цветом. 
| Номинация                                                                              | Лауреаты и номинанты | Лауреаты и номинанты                                                                                      | Лауреаты и номинанты |
| -------------------------------------------------------------------------------------- | --- | --- | -------------------- |
| Лучший игровой фильм (Награду вручал Сергей Безруков)                                  | ★ «Воздух» продюсеры: Артём Васильев, Константин Эрнст; режиссёр: Алексей Герман-мл. | ★ «Воздух» продюсеры: Артём Васильев, Константин Эрнст; режиссёр: Алексей Герман-мл.                      |                      |
| Лучший игровой фильм (Награду вручал Сергей Безруков)                                  | • «Вечная зима» продюсеры: Максим Королев, Ольга Журавлёва; режиссёр: Николай Ларионов | |                      |
| Лучший игровой фильм (Награду вручал Сергей Безруков)                                  | • «Любовь Советского Союза» продюсеры: Анатолий Максимов, Константин Эрнст; режиссёры: Никита Высоцкий, Илья Лебедев, Дмитрий Иосифов                                                                          | |                      |
| Лучший игровой фильм (Награду вручал Сергей Безруков)                                  | • «Смотри на меня!» продюсеры: Мария Жигалова, Вадим Верещагин; режиссёр: Владимир Грамматиков | |                      |
| Лучший игровой фильм (Награду вручал Сергей Безруков)                                  | • «Сто лет тому вперёд» продюсеры: Михаил Врубель, Александр Андрющенко, Фёдор Бондарчук, Денис Баглай, Вадим Верещагин, Антон Златопольский, Вячеслав Муругов, Юлиана Слащёва; режиссёр: Александр Андрющенко | |                      |
| Лучший телевизионный сериал (Награду вручала Дарья Мороз)                              | ★ «Столыпин» продюсеры: Екатерина Жукова, Мария Ушакова, Антон Златопольский; режиссёр: Алексей Андрианов | ★ «Столыпин» продюсеры: Екатерина Жукова, Мария Ушакова, Антон Златопольский; режиссёр: Алексей Андрианов |                      |
| Лучший телевизионный сериал (Награду вручала Дарья Мороз)                              | • «Адмирал Кузнецов» продюсеры: Андрей Анохин; режиссёр: Сергей Виноградов | |                      |
| Лучший телевизионный сериал (Награду вручала Дарья Мороз)                              | • «Я не могу без тебя» продюсеры: Константин Эрнст, Денис Евстигнеев; режиссёр: Юрий Мороз | |                      |
| Лучший сериал онлайн-платформы (Награду вручал Максим Лагашкин)                        | ★ «Трасса» продюсеры: Александр Цекало, Иван Самохвалов, Олег Маловичко; режиссёр: Душан Глигоров | ★ «Трасса» продюсеры: Александр Цекало, Иван Самохвалов, Олег Маловичко; режиссёр: Душан Глигоров         |                      |
| Лучший сериал онлайн-платформы (Награду вручал Максим Лагашкин)                        | • «Золотое дно» продюсеры: Вадим Соколовский, Илья Бурец, Василий Балашов, Александр Цекало, Иван Самохвалов; режиссёр: Илья Ермолов                                                                           | |                      |
| Лучший сериал онлайн-платформы (Награду вручал Максим Лагашкин)                        | • «Противостояние» продюсеры: Константин Эрнст, Сергей Титинков, Николай Попов; режиссёр: Тимур Алпатов | |                      |
| Лучший неигровой фильм (Награду вручала Марьяна Спивак)                                | ★ «Огненный лис» режиссёр: Дмитрий Шипленок | ★ «Огненный лис» режиссёр: Дмитрий Шипленок                                                               |                      |
| Лучший неигровой фильм (Награду вручала Марьяна Спивак)                                | • «Где живёт счастье. Соловки» режиссёр: Даниил Акимов | |                      |
| Лучший неигровой фильм (Награду вручала Марьяна Спивак)                                | • «Улыбнись!» режиссёр: Марианна Киреева | |                      |
| Лучший короткометражный фильм (Награду вручала Марьяна Спивак)                         | ★ «30 секунд» режиссёр: Иван Соснин | ★ «30 секунд» режиссёр: Иван Соснин                                                                       |                      |
| Лучший короткометражный фильм (Награду вручала Марьяна Спивак)                         | • «Земля» режиссёр: Михаил Мотылёв | |                      |
| Лучший короткометражный фильм (Награду вручала Марьяна Спивак)                         | • «Синяя планета» режиссёр: Яна Климова-Юсупова | |                      |
| Лучший анимационный фильм (Награду вручала Марьяна Спивак)                             | ★ «Необыкновенная история одного льва» режиссёр: Оксана Холодова | ★ «Необыкновенная история одного льва» режиссёр: Оксана Холодова                                          |                      |
| Лучший анимационный фильм (Награду вручала Марьяна Спивак)                             | • «Великолепная пятерка» режиссёр: Василий Ровенский | |                      |
| Лучший анимационный фильм (Награду вручала Марьяна Спивак)                             | • «Ручей, бегущий в горы» режиссёр: Александр Храмцов | |                      |
| Лучшая режиссёрская работа (Награду вручали Олеся Судзиловская и Игорь Волошин)        | ★ Владимир Грамматиков — «Смотри на меня!» | ★ Владимир Грамматиков — «Смотри на меня!»                                                                |                      |
| Лучшая режиссёрская работа (Награду вручали Олеся Судзиловская и Игорь Волошин)        | • Алексей Герман-мл. — «Воздух» | |                      |
| Лучшая режиссёрская работа (Награду вручали Олеся Судзиловская и Игорь Волошин)        | • Никита Высоцкий, Илья Лебедев, Дмитрий Иосифов — «Любовь Советского Союза» | |                      |
| Лучший сценарий (Награду вручали Олеся Судзиловская и Игорь Волошин)                   | ★ Сергей Снежкин — «Любовь Советского Союза» | ★ Сергей Снежкин — «Любовь Советского Союза»                                                              |                      |
| Лучший сценарий (Награду вручали Олеся Судзиловская и Игорь Волошин)                   | • Николай Ларионов — «Вечная зима» | |                      |
| Лучший сценарий (Награду вручали Олеся Судзиловская и Игорь Волошин)                   | • Елена Киселева, Алексей Герман-мл. — «Воздух» | |                      |
| Лучшая женская роль в кино (Награду вручал Александр Петров)                           | ★ Александра Урсуляк — «Смотри на меня!» | ★ Александра Урсуляк — «Смотри на меня!»                                                                  |                      |
| Лучшая женская роль в кино (Награду вручал Александр Петров)                           | • Анастасия Талызина — «Воздух» | |                      |
| Лучшая женская роль в кино (Награду вручал Александр Петров)                           | • Ангелина Стречина — «Любовь Советского Союза» | |                      |
| Лучшая женская роль на телевидении (Награду вручала Дарья Мороз)                       | ★ Виктория Исакова — «Я не могу без тебя» | ★ Виктория Исакова — «Я не могу без тебя»                                                                 |                      |
| Лучшая женская роль на телевидении (Награду вручала Дарья Мороз)                       | • Дарья Урсуляк — «Адмирал Кузнецов» | |                      |
| Лучшая женская роль на телевидении (Награду вручала Дарья Мороз)                       | • Стася Милославская — «Столыпин» | |                      |
| Лучшая актриса онлайн-сериала (Награду вручал Максим Лагашкин)                         | ★ Карина Разумовская — «Трасса» | ★ Карина Разумовская — «Трасса»                                                                           |                      |
| Лучшая актриса онлайн-сериала (Награду вручал Максим Лагашкин)                         | • Юлия Снигирь — «Золотое дно» | |                      |
| Лучшая актриса онлайн-сериала (Награду вручал Максим Лагашкин)                         | • Светлана Иванова — «Эль Русо» | |                      |
| Лучшая мужская роль в кино (Награду вручала Юлия Хлынина)                              | ★ Сергей Безруков — «Воздух» | ★ Сергей Безруков — «Воздух»                                                                              |                      |
| Лучшая мужская роль в кино (Награду вручала Юлия Хлынина)                              | • Александр Яценко — «Ненормальный» | |                      |
| Лучшая мужская роль в кино (Награду вручала Юлия Хлынина)                              | • Роман Васильев — «Любовь Советского Союза» | |                      |
| Лучшая мужская роль на телевидении (Награду вручала Дарья Мороз)                       | ★ Александр Устюгов — «Столыпин» | ★ Александр Устюгов — «Столыпин»                                                                          |                      |
| Лучшая мужская роль на телевидении (Награду вручала Дарья Мороз)                       | • Игорь Петренко — «Адмирал Кузнецов» | |                      |
| Лучшая мужская роль на телевидении (Награду вручала Дарья Мороз)                       | • Сергей Голомазов — «Хор» | |                      |
| Лучший актёр онлайн-сериала (Награду вручал Максим Лагашкин)                           | ★ Владимир Вдовиченков — «Противостояние» | ★ Владимир Вдовиченков — «Противостояние»                                                                 |                      |
| Лучший актёр онлайн-сериала (Награду вручал Максим Лагашкин)                           | • Алексей Гуськов — «Золотое дно» | |                      |
| Лучший актёр онлайн-сериала (Награду вручал Максим Лагашкин)                           | • Александр Яценко — «Я знаю, кто тебя убил» | |                      |
| Лучшая женская роль второго плана (Награду вручали Сергей Гармаш и Елизавета Боярская) | ★ Елена Лядова — «Воздух» | ★ Елена Лядова — «Воздух»                                                                                 |                      |
| Лучшая женская роль второго плана (Награду вручали Сергей Гармаш и Елизавета Боярская) | • Виктория Исакова — «Сто лет тому вперёд» | |                      |
| Лучшая женская роль второго плана (Награду вручали Сергей Гармаш и Елизавета Боярская) | • Алёна Бабенко — «Любовь Советского Союза» | |                      |
| Лучшая мужская роль второго плана (Награду вручали Сергей Гармаш и Елизавета Боярская) | ★ Роман Мадянов (посмертно) — «Любовь Советского Союза» | ★ Роман Мадянов (посмертно) — «Любовь Советского Союза»                                                   |                      |
| Лучшая мужская роль второго плана (Награду вручали Сергей Гармаш и Елизавета Боярская) | • Александр Петров — «Сто лет тому вперёд» | |                      |
| Лучшая мужская роль второго плана (Награду вручали Сергей Гармаш и Елизавета Боярская) | • Антон Шагин — «Воздух» | |                      |
| Лучшая операторская работа (Награду вручали Олеся Судзиловская и Игорь Волошин)        | ★ Максим Шинкоренко — «Любовь Советского Союза» | |                      |
| Лучшая операторская работа (Награду вручали Олеся Судзиловская и Игорь Волошин)        | • Наталья Макарова, Константин Постников, Юлия Галочкина — «Воздух» | |                      |
| Лучшая операторская работа (Награду вручали Олеся Судзиловская и Игорь Волошин)        | • Алишер Хамидходжаев — «Смотри на меня!» | |                      |
| Лучшая работа художника-постановщика (Награду вручал Егор Бероев)                      | ★ Павел Пархоменко, Леонид Кипнис — «Любовь Советского Союза» | |                      |
| Лучшая работа художника-постановщика (Награду вручал Егор Бероев)                      | • Елена Окопная — «Воздух» | |                      |
| Лучшая работа художника-постановщика (Награду вручал Егор Бероев)                      | • Влад Огай — «Сто лет тому вперёд» | |                      |
| Лучшая работа художника по костюмам (Награду вручал Егор Бероев)                       | ★ Екатерина Шапкайц, Светлана Москвина — «Любовь Советского Союза» | |                      |
| Лучшая работа художника по костюмам (Награду вручал Егор Бероев)                       | • Елена Окопная — «Воздух» | |                      |
| Лучшая работа художника по костюмам (Награду вручал Егор Бероев)                       | • Татьяна Долматовская, Александра Аронова — «Сто лет тому вперёд» | |                      |
| Лучшая музыка к фильму (Награду вручала Алла Сигалова)                                 | ★ Виталий Окороков, Дмитрий Емельянов — «Любовь Советского Союза» | |                      |
| Лучшая музыка к фильму (Награду вручала Алла Сигалова)                                 | • Андрей Суротдинов — «Воздух» | |                      |
| Лучшая музыка к фильму (Награду вручала Алла Сигалова)                                 | • Владимир Давыденко — «Смотри на меня!» | |                      |
| Лучший монтаж фильма (Награду вручал Алексей Чадов)                                    | ★ Дарья Обухова, Мухарам Кабулова, Владимир Мосс, Семен Грицай — «Воздух» | |                      |
| Лучший монтаж фильма (Награду вручал Алексей Чадов)                                    | • Илья Лебедев, Игорь Литонинский — «Любовь Советского Союза» | |                      |
| Лучший монтаж фильма (Награду вручал Алексей Чадов)                                    | • Александр Пузырев, Алексей Старченко — «Сто лет тому вперёд» | |                      |
| Лучшая работа звукорежиссёра (Награду вручала Алла Сигалова)                           | ★ Никита Ганькин — «Воздух» | |                      |
| Лучшая работа звукорежиссёра (Награду вручала Алла Сигалова)                           | • Студия «Атмосфера» — «Любовь Советского Союза» | |                      |
| Лучшая работа звукорежиссёра (Награду вручала Алла Сигалова)                           | • Студия «Flysound» — «Сто лет тому вперёд» | |                      |
| Лучшие визуальные эффекты (Награду вручал Алексей Чадов)                               | ★ Студия «XOVP» и «ALAMBIC SFX» — «Воздух» | |                      |
| Лучшие визуальные эффекты (Награду вручал Алексей Чадов)                               | • Online VFX Studio — «Любовь Советского Союза» | |                      |
| Лучшие визуальные эффекты (Награду вручал Алексей Чадов)                               | • Студия «Main Road Post» — «Сто лет тому вперёд» | |                      |

### Специальная награда
- За вклад в российский кинематограф — Алексей Рыбников 
(Награду вручал Карен Шахназаров)